# Stachys spectabiliformis
Stachys spectabiliformis là một loài thực vật có hoa trong họ Hoa môi. Loài này được Kapeller miêu tả khoa học đầu tiên năm 1951.